# Bandrélé
Bandrélé o Bandrele es una comuna francesa situada en el departamento y de la región de Mayotte. 
El gentílico francés de sus habitantes es Bandrélien(ne).

## Geografía
La comuna se halla situada al sureste de la isla de Mayotte y está formada por las villas de Hamouro, Nyambadao, Bandrélé-Villa, Bambo-Este, Dapani y M'tsamoudou. 

## Demografía
| Gráfica de evolución demográfica de Bandrélé entre 1985 y 2017 |
|                                                                |

Fuente: Insee